# Eduardo Francisco da Silva Neto
Eduardo Francisco de Silva Neto, mais conhecido como Dudu (Rio de Janeiro, 2 de fevereiro de 1980), é um ex-futebolista brasileiro que atuava como atacante.

## Carreira
Atuou na base do America e foi revelado pelo Vitória, onde atuou entre 1999 e 2001, passou por diversos clubes brasileiros, como Botafogo, e pelo sueco Kalmar FF até se destacar no Cruzeiro, em 2004, e ser vendido ao sul-coreano Seongnam Ilhwa Chunma e virar estrela do time. Conquistou o Campeonato Sul-Coreano de 2006 e foi artilheiro na edição de 2008. 
Após passagem pelo português Tombense, foi negociado com o Omiya Ardija.
Em 2011 Dudu retorna para Brasil para Jogar Brasileirão pelo Figueirense e meses depois acetou com o Duque de Caxias.

## Acidente
No dia 19 de junho de 2011, sofreu um acidente de transito que matou três de seus amigos. O jogador e outro amigo saíram ilesos. Ficou constatado que Dudu (Eduardo) nunca teve habilitação e que antes do acidente admitiu ter ingerido grande quantidade de bebida alcoólica (cerveja). Após pagar fiança foi liberado e responderá em princípio por homicídio culposo, quando não há intenção de matar.
Em 17 de fevereiro de 2016, foi à júri popular e restou condenado à pena de 7 (sete) anos, 2 (dois) meses e 12 (doze) dias de reclusão, em regime inicial semiaberto, e mais 6 (seis) meses de detenção, em regime inicial aberto, por infração ao artigo 121, caput, (por três vezes), cumulado com o artigo 70, primeira parte, ambos do Código Penal e artigo 309 da Lei n. 9.503/97.
Muito embora tenha recorrido da sentença, a condenação restou confirmada tanto pelo Tribunal de Justiça de Santa Catarina quanto pelo Superior Tribunal de Justiça.

## Títulos
Vitória
- Campeonato Baiano: 2000

Seongnam Ilhwa Chunma
- Campeonato Sul-Coreano: 2006

## Prêmios individuais
- Artilheiro do Campeonato Sul-Coreano: 2008 (15 gols)